# Xã Eagle, Quận Macon, Missouri
Xã Eagle (tiếng Anh: Eagle Township) là một xã thuộc quận Macon, tiểu bang Missouri, Hoa Kỳ. Năm 2010, dân số của xã này là 460 người.